# 무주여자고등학교
무주여자고등학교는 전라북도 무주군 무주읍에 있었던 공립 고등학교이다.

## 연혁
- 1982년 3월 1일: 개교
- 1990년 2월 28일: 폐교 및 무주고등학교와 통합

## 같이 보기
- 무주고등학교